# Francesco Armellini Pantalassi de’ Medici

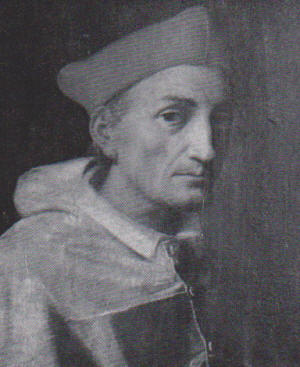
Kardinal Francesco Armellini

Francesco Armellini Pantalassi de’ Medici (* 13. Juli 1470 in Perugia; † 8. Januar 1528 in Rom) war ein italienischer Kardinal und katholischer Erzbischof.

## Biografie

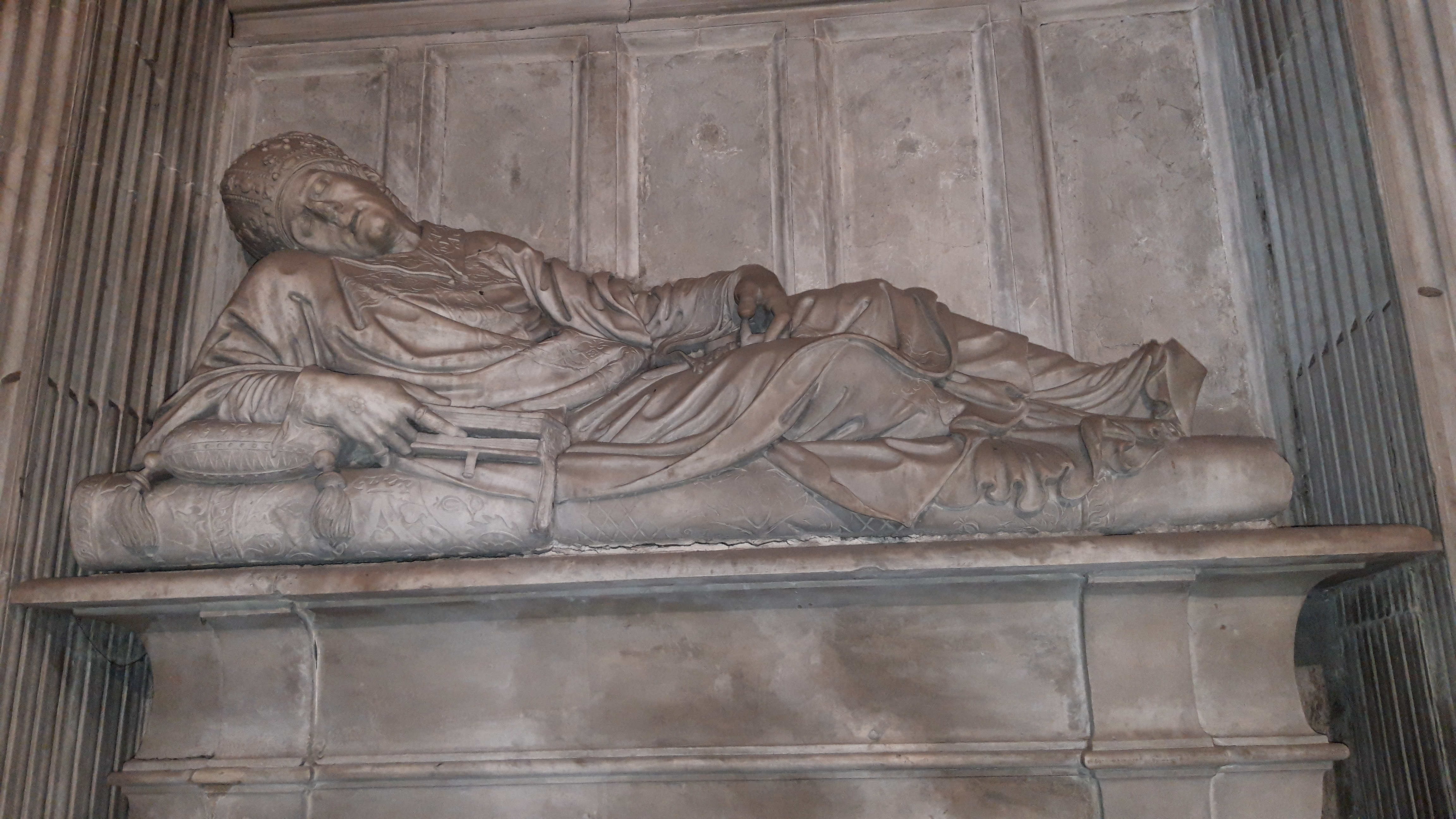
Grabdenkmal Kardinals Armellini (Santa Maria in Trastevere, Rom)

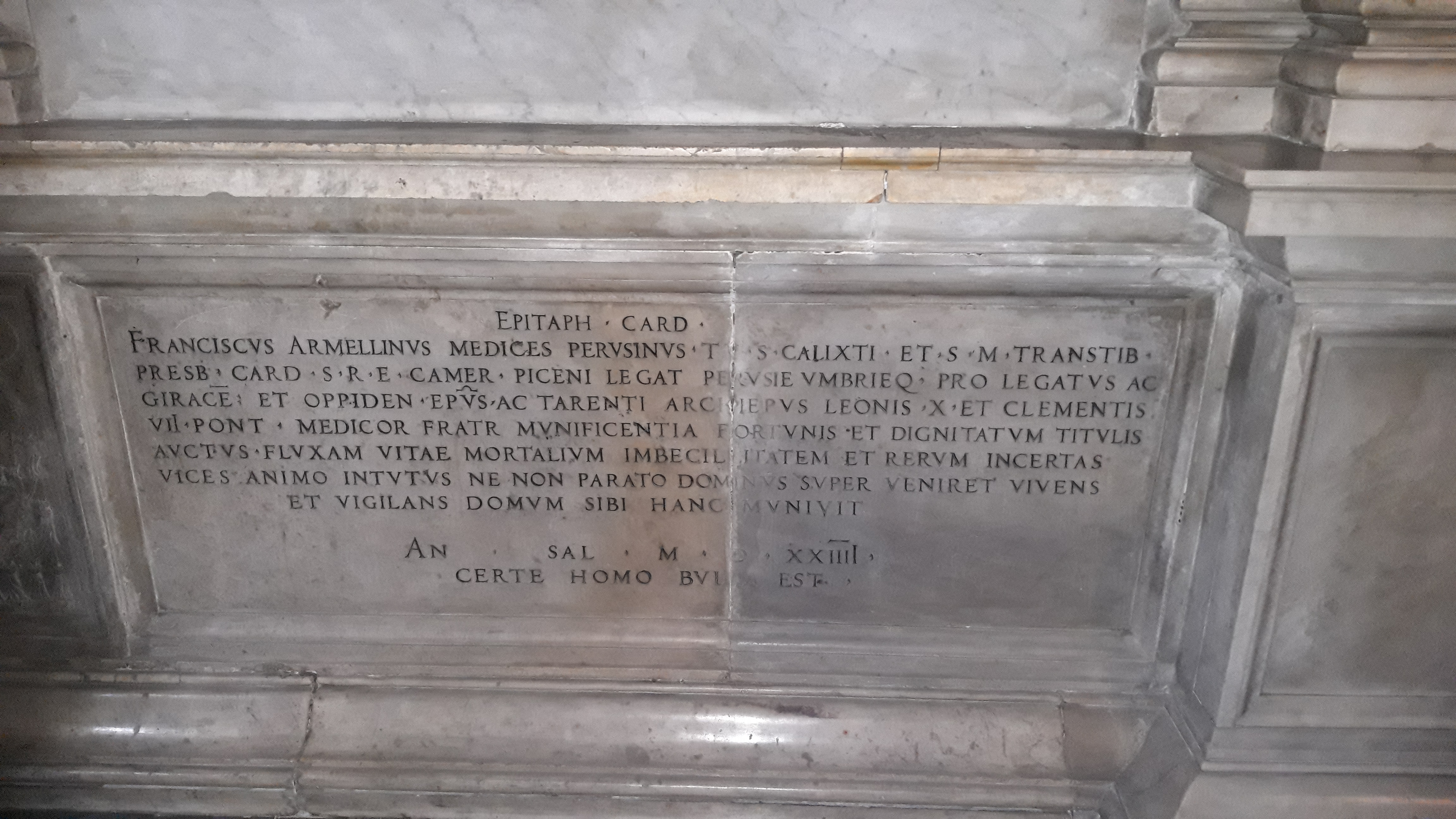
Grabinschrift (Santa Maria in Trastevere, Rom)

Francesco wurde als Sohn einer wohlhabenden Kaufmannsfamilie geboren. Sein Vater Benvegnate (oder Benvenuto) Pantalassi nahm anscheinend den Familiennamen seiner Frau (Armellini) an. Sein Onkel mütterlicherseits setzte ihn als Universalerben ein und kümmerte sich um seine Ausbildung.
Er zog nach Rom und schloss sein juristisches Studium ab. Als skrupelloser Geschäftsmann schaffte er es schnell ein großes Vermögen anzuhäufen. Um mehr Ansehen und Macht anzuhäufen, entschloss es sich für eine kirchliche Laufbahn. Im November 1504 erhielt er das Amt des Kleriker der Apostolischen Kammer, danach Apostolischer Protonotar, Sekretär von Papst Julius II. und des Kardinalskollegiums. Seine geschäftlichen Talente machten ihn bei Papst Leo X., der wegen des Krieges um das Herzogtum Urbino neue Einnahmequellen benötigte, besonders unentbehrlich. Als Belohnung für seine Verdienste wurde er in dessen Familie aufgenommen: Francesco Armellini erwirkte eine Adoption durch Leo X. und fügte zu seinen Namen de’ Medici hinzu.
Papst Leo X. erhob ihn am 1. Juli 1517 im Konsistorium in den Rang eines Kardinals als Kardinalpriester mit der Titelkirche San Callisto. 1523 entschied er sich für die Titelkirche Santa Maria in Trastevere.
Während seines Lebens bekleidete er verschiedene Ämter, unter anderem als apostolischer Legat in den Marken, Umbrien und Frankreich, Intendant der päpstlichen Finanzen, apostolischer Administrator der Diözese Oppido Mamertina, Gerace (vom 19. November 1517 bis 6. Juni 1519), Erzbischof der Diözese Tarent (vom 15. Dezember 1525 bis Oktober 1527), Kommendatarabt der Abtei Santa Maria di Valdiponte bei Perugia, Camerlengo der Heiligen Römischen Kirche (vom 13. September 1521 bis zu seinem Tod). Die letztere Ernennung brachte ihm Neid und Feindschaft und vor allem den Hass des von Steuern erdrückten römischen Volkes ein. Seine Karriere wurde während des kurzen Pontifikats von Papst Hadrian VI. unterbrochen und brachte ihn an den Rand des Ruins, aber sie wurde mit der Wahl des zweiten Medici-Papstes Clemens VII. wieder fortgesetzt.
Er verlor all sein unermessliches Vermögen beim Sacco di Roma im Jahr 1527 durch die Landsknechte Karls V. und musste in der Engelsburg Zuflucht suchen. Kurz darauf verstarb er wahrscheinlich an der Pest. Er ist in der Kirche Santa Maria in Trastevere begraben.
Francesco Armellini Pantalassi de’ Medici nahm am Konklave 1521–1522, welches Papst Hadrian VI. wählte, und 1523, welches Papst Clemens VII. wählte, teil.